# Humansville (Missouri)
Humansville ist eine Kleinstadt im Polk County, das im US-amerikanischen Bundesstaates Missouri liegt. Die Stadt hat 946 Einwohner. Sie ist nach ihrem Gründer James Human benannt, der sich 1834 als erster an dieser Stelle niederließ.

## Geografie
Humansville liegt auf 37°47'44" nördlicher Breite und 93°34'42" westlicher Länge. Die Stadt erstreckt sich über 3,1 km², die ausschließlich aus Landfläche bestehen.

## Demografische Daten
Bei der Volkszählung im Jahre 2000 wurde eine Einwohnerzahl von 946 ermittelt. Diese verteilten sich auf 389 Haushalte in 219 Familien. Die Bevölkerungsdichte lag bei 306,9/km². Es gab 465 Gebäude, was einer Bebauungsdichte von 150,9/km² entspricht.
Die Bevölkerung bestand im Jahre 2000 aus 98,2 % Weißen und 0,42 % Afroamerikanern. 0,85 % gaben an, von mehreren Gruppen abzustammen. 0,63 % der Bevölkerung bestand aus Hispanics.
21,2 % waren unter 18 Jahren, 5,5 % zwischen 18 und 24, 24,6 % von 25 bis 44, 20,6 % von 45 bis 64 und 28,0 % 65 und älter. Das durchschnittliche Alter lag bei 44 Jahren. Auf 100 Frauen kamen statistisch 86,2 Männer, bei den über 18-Jährigen 78,7.
Das durchschnittliche Einkommen pro Haushalt betrug $19.821, das durchschnittliche Familieneinkommen $29.018. Das Einkommen der Männer lag durchschnittlich bei $21.181, das der Frauen bei $14.423. Das Pro-Kopf-Einkommen belief sich auf $11.051. Rund 11,9 % der Familien und 18,7 % der Gesamtbevölkerung lagen mit ihrem Einkommen unter der Armutsgrenze.

## Persönlichkeiten
- Zoë Akins (1886–1958), Schriftstellerin und Drehbuchautorin
- Edgar Buchanan (1903–1979), Schauspieler